# Pero steinbachi
Pero steinbachi là một loài bướm đêm trong họ Geometridae.